# ایرادان
ایرادان (به لاتین: Iradan) یک منطقهٔ مسکونی در قرقیزستان است که در استان بادکند واقع شده‌است. ایرادان ۲۶٬۲۰۰ نفر جمعیت دارد و ۹۴۷ متر بالاتر از سطح دریا واقع شده‌است.